# Chorthippus kusnetzovi
Chorthippus kusnetzovi is een rechtvleugelig insect uit de familie veldsprinkhanen (Acrididae). De wetenschappelijke naam van deze soort is voor het eerst geldig gepubliceerd in 1949 door Bey-Bienko.